# Talerz

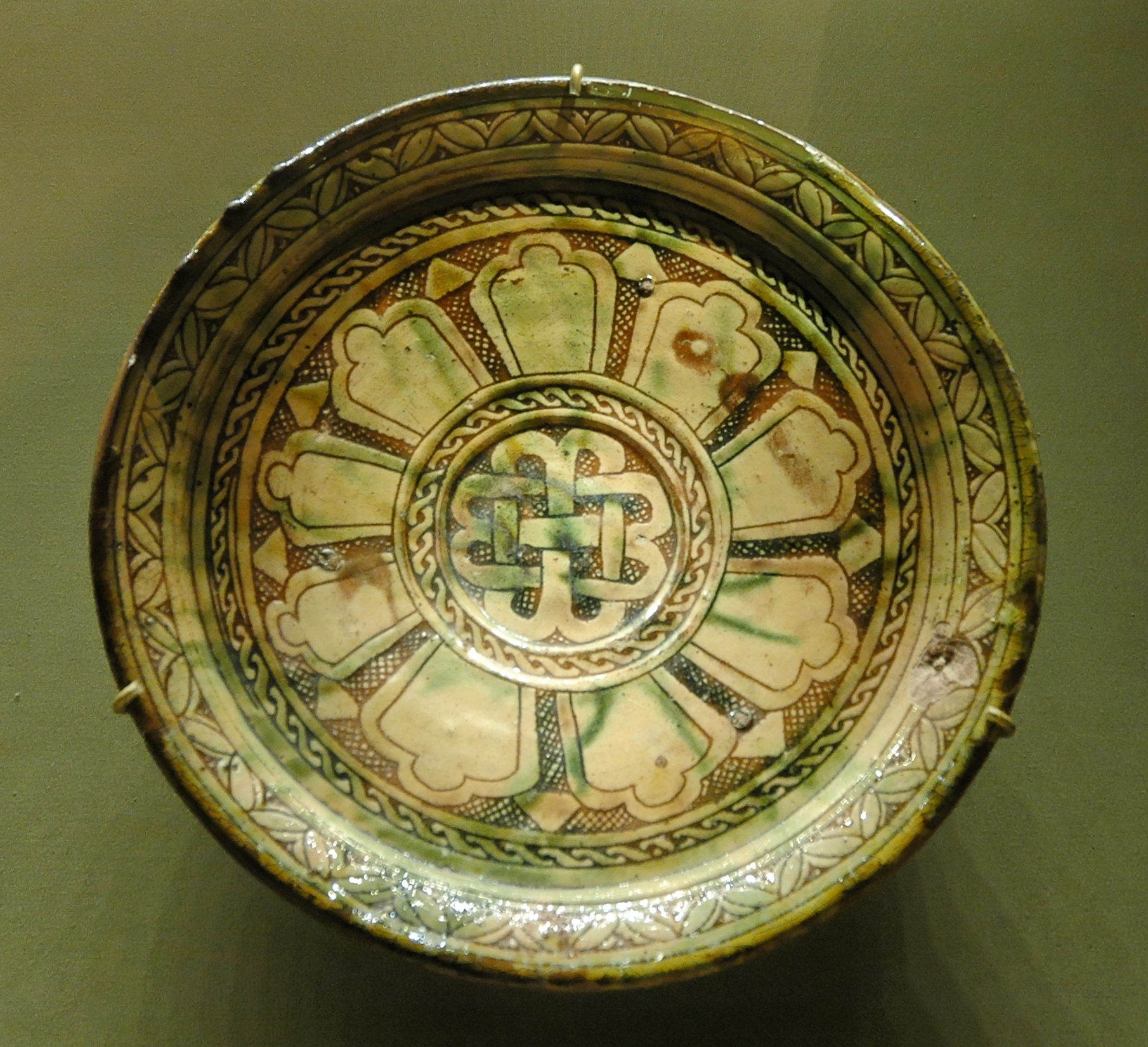
XIII-wieczny talerz z terenu obecnego Afganistanu

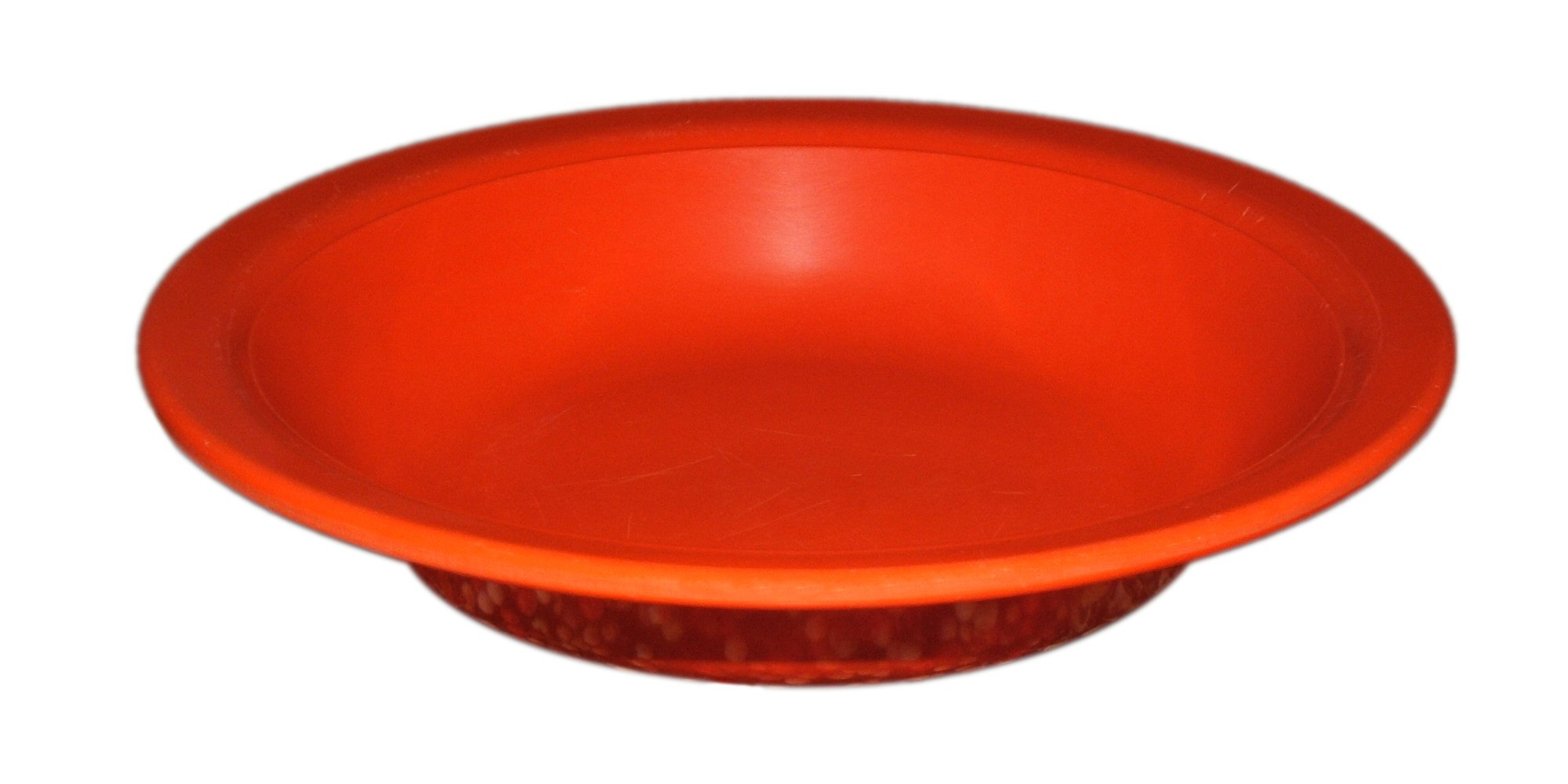
Talerz z melaminy

Talerz – okrągłe naczynie, na ogół mniej (talerze płytkie) lub bardziej (talerze głębokie) wgłębione, służące do podawania potraw. Talerze są wykonywane z różnych materiałów, najczęściej z ceramiki (porcelana, fajans), metalu, szkła, współcześnie także z tworzyw sztucznych. 
Talerze bywają bogato zdobione i są niekiedy wykorzystywane jako dekoracja wnętrz.